# احمد مجدی
احمد مجدی (عربی: أحمد مجدي؛ زادهٔ ۲۴ مهٔ ۱۹۸۶) یک ورزشکار اهل مصر است.
از باشگاه‌هایی که در آن بازی کرده‌است می‌توان به باشگاه ورزشی زمالک، باشگاه فوتبال المصری، باشگاه فوتبال آترومیتوس، باشگاه فوتبال پانیونیوس، و باشگاه ورزشی زمالک اشاره کرد.